# Codegua
Codegua é uma comuna da província de Cachapoal, localizada na Região de O'Higgins, Chile. Possui uma área de 286,9 km² e uma população de 10.796 habitantes (2002).
Nela localiza-se o Autódromo Internacional de Codegua.